# Orthobula jiangxi
Espèce
Orthobula jiangxi est une espèce d'araignées aranéomorphes de la famille des Trachelidae.

## Distribution
Cette espèce est endémique du Jiangxi en Chine,.

## Description
Le mâle holotype mesure 2,05 mm et la femelle paratype 2,15 mm.

## Systématique et taxinomie
Cette espèce a été décrite par Liu en 2022.

## Étymologie
Son nom d'espèce lui a été donné en référence au lieu de sa découverte, le Jiangxi.

## Publication originale
- Zhang, Ma, Jiang, Xiao & Liu, 2022 : « A new species of Orthobula Simon, 1897 (Araneae, Trachelidae) from South China. » Biodiversity Data Journal, vol. 10, no e94202, p. 1-11 (texte intégral).